# اشلند (ماساچوست)
اشلند (به انگلیسی: Ashland) شهرکی در شهرستان میدلسکس ایالت ماساچوست می‌باشد که در سال ۱۸۴۶ بنیان‌گذاری شده‌است. این شهرک در سرشماری سال ۲۰۱۰ میلادی، ۱۶٬۵۹۳ نفر جمعیت داشته‌است.